# Isabel de Hesse (1502–1557)
Isabel de Hesse (4 de março de 1502 — 6 de dezembro de 1557) foi uma princesa de Hesse e princesa-herdeira da Saxónia por casamento. Após a morte do marido, o príncipe-herdeiro João da Saxónia, passou a governar independentemente os territórios aos quais tinha direito pela sua viuvez que incluíam os distritos de Rochlitz e Kriebstein bem como outras possessões. Esta atitude valeu-lhe a alcunha de "Isabel de Rochlitz".

## Infância e Juventude
A infância de Isabel ficou marcada pela luta da sua mãe, a duquesa Ana de Mecklemburgo-Schwerin, contra os estados de Hesse. Em 1509, após a morte do seu pai, a sua mãe violou as instruções deixadas pelo marido em testamento e criou um conselho com cinco membros, liderado pelo escudeiro Luís de Boineburgo para Lengsfeld. Este conselho assumiu a governação do território em nome do conde Filipe I, irmão de Isabel, e Ana ficou com os filhos sob sua guarda.
Durante este período, Isabel viveu com a mãe em Gießen, a terra que tinha recibo com a sua viuvez, enquanto o seu irmão permaneceu em Cassel sob a supervisão de Luís de Boineburgo.
Isabel e a mãe dependiam financeiramente do conselho e não recebiam muito dinheiro. Tal facto pode ver-se, entre outras coisas, num incidente que ocorreu em 1512. Nesse ano, a tia de Ana, Catarina, casou-se com o duque Henrique IV da Saxónia. Ana queria aproveitar esta ocasião para apresentar Isabel à corte da Saxónia, uma vez que ela estava prometida ao príncipe João, filho mais velho de Jorge, o Barbudo, desde muito nova. Ana pediu algum damasco ao conselho para poder mandar fazer um vestido apropriado para a filha, mas o seu pedido foi negado. Então, Ana decidiu não levar a filha a Dresden, devido às suas "roupas desmazeladas". Devido às suas dificuldades financeiras, Isabel tornou-se muito humilde e próxima dos cidadãos comuns.
Foi só em 1514 que Ana conseguiu obter controlo sobre si e os seus filhos, bem como a regência de Hesse. Ana conseguiu obter a guarda dos filhos, mas não tinha qualquer influência no quadro de conselheiros. A partir de então, Ana pôde voltar a viver com o irmão e a mãe em Cassel.

## Na Corte de Dresden
O noivado entre Isabel e João foi oficializado a 8 de Março de 1515, depois de o papa ter passado uma dispensa para o seu casamento (os dois eram parentes afastados). Isabel ainda vivia com a mãe em Cassel. Em 1516, João foi até Marburgo onde se celebraram as núpcias. Isabel só passou a viver permanentemente na corte de Dresden em Janeiro de 1519. O casamento celebrou-se a 7 de Junho de 1519 em Cassel.
Tal como a sua mãe, em Dresden, Isabel lutou constantemente pela sua independência contra o duque Jorge, o Barbudo, e os oficiais da corte. João, que estava constantemente doente, também não se conseguia impor perante o seu pai dominador. O casal não conseguia ter filhos e a pressão da corte para que tal acontecesse levou a que Isabel sofresse de insónias crónicas. Durante este período, Isabel mostrou pela primeira vez a sua personalidade e as suas capacidades diplomáticas. Por exemplo, conseguiu que o seu irmão e a sua mãe fizessem as pazes quando a sua mãe queria que Filipe se voltasse a casar após a morte da esposa e este se recusou a fazê-lo. Isabel voltou a ser a mediadora entre os dois quando voltou a haver tensão por causa da Reforma em Hesse (a sua mãe não quis deixar a sua fé católica). Durante este período, Isabel também cuidou do duque Maurício da Saxónia.

## Rochlitz e Schmalkalden
Quando João morreu a 11 de Janeiro de 1537, Isabel mudou-se para Rochlitz, um distrito que tinha recebido por direito por ter ficado viúva. Contudo, a corte da Saxónia não lhe queria dar um rendimento independente, o que a teria colocado na mesma situação pela qual a sua mãe tinha passado. No entanto, Isabel conseguiu evitar esta situação com a ajuda do irmão. Recebeu o distrito de Rochlitz que incluía a cidade e o castelo de Rochlitz, Mittweida e Geithain, e o distrito de Kriebstein que incluia Waldheim e Hartha. Por causa destas conquistas, o seu nome surge frequentemente associado à alcunha "de Rochlitz".
Isabel permitiu que os cidadãos dos seus territórios se convertessem ao luteranismo a partir de 1537 enquanto o resto da Saxónia, que pertencia ao seu sogro, continuou a seguir rigorosamente o catolicismo. O seu irmão enviou-lhe o pregador protestante Johann Schütz nesse mesmo ano. Durante este período, Isabel tornou-se também conselheira do príncipe-eleitor Maurício da Saxónia quando este sucedeu ao seu pai. Em Rochlitz, Isabel criou a sua sobrinha Bárbara, filha do irmão Filipe, que se tornaria condessa de Württemberg-Mömpelgard.

## Genealogia
| Isabel de Hesse | Pai: Guilherme II de Hesse        | Avô paterno: Luís II do Baixo Hesse       | Bisavô paterno: Luís I de Hesse             |
| Isabel de Hesse | Pai: Guilherme II de Hesse        | Avô paterno: Luís II do Baixo Hesse       | Bisavó paterna: Ana da Saxónia              |
| Isabel de Hesse | Pai: Guilherme II de Hesse        | Avó paterna: Matilde de Württemberg-Urach | Bisavô paterno: Luís I de Württemberg-Urach |
| Isabel de Hesse | Pai: Guilherme II de Hesse        | Avó paterna: Matilde de Württemberg-Urach | Bisavó paterna: Matilde do Palatinado       |
| Isabel de Hesse | Mãe: Ana de Mecklemburgo-Schwerin | Avô materno: Magno II de Mecklemburgo     | Bisavô materno: Henrique IV de Mecklemburgo |
| Isabel de Hesse | Mãe: Ana de Mecklemburgo-Schwerin | Avô materno: Magno II de Mecklemburgo     | Bisavó materna: Doroteia de Brandemburgo    |
| Isabel de Hesse | Mãe: Ana de Mecklemburgo-Schwerin | Avó materna: Sofia da Pomerania-Stettin   | Bisavô materno: Érico II da Pomerânia       |
| Isabel de Hesse | Mãe: Ana de Mecklemburgo-Schwerin | Avó materna: Sofia da Pomerania-Stettin   | Bisavó materna: Sofia da Pomerania-Stolp    |